# 今井悠貴
今井悠貴（日语：／ Imai Yūki，1998年12月30日—）是一位日本男演員。出生於埼玉縣，隸屬於尾木製作經紀公司。

## 簡歷
今井早年曾參與組合“CORICORI”，并因演唱歌曲《郵政王》而走紅。這是一首為北海道虛擬玩偶“まりもっこり”所演唱的歌曲。
他的經紀合約原本隸屬於“中央集團”，但是他們之間的合作在2009年年底宣告結束。自2010年開始，今井悠貴的經濟合約便歸屬尾木製作。

## 影視演出

### 電視劇
- 前男友 第3話（2003年7月20日，TBS） - 小男孩
- 毛骨悚然撞鬼經驗「迷路的小孩」（2004年2月7日，富士電視台） - 小男孩
- 我miss係大佬Ⅱ 第1話（2005年1月15日，日本電視台） - 大輔
- 不愉快的基因 第3話（2005年1月31日，富士電視台） - 小男孩
- 赤的命運（2005年，TBS） - 孤兒
- 危險傻大姊 第3話（2005年10月31日，富士電視台） - 小男孩
- 森村誠一懸疑劇「唄」（2006年4月24日，TBS） - 宮本操
- 水手服與機關槍（2006年，TBS）
- 戀愛星期天 第3季 第8話・第9話「初次的戀愛 前篇 / 後篇」（2007年2月24日・3月3日，TBS） - 翔
- 去年在雷諾瓦 第4話（2007年8月5日，東京電視台） - 兒子
- 赤腳阿元（2007年8月10日・11日，富士電視台） - 中岡進次・近藤隆太
- 櫻桃小丸子 第17回（2007年9月6日，富士電視台） - 田中ツトム
- 破案天才伽利略 第一季 第2話（2007年10月22日，富士電視台） - 上村忠廣
- 甜蜜公主（富士電視台） - 甘栗之助
  - 2008年新春特別電視劇 甜蜜公主的大冒險!（2008年1月6日）
  - 2009年新春SP! 甜蜜公主2（2009年1月11日）
- 沒有玫瑰的花店 第1話 - 第4話・最終話（2008年1月14日 - 2月4日・3月24日，富士電視台） - 廣田省吾
- 慢慢的走，看向天空（2008年4月1日，富士電視台） - 山之内英夫
- 空中急診英雄 第9話 - 最終話（2008年8月28日 - 9月11日，富士電視台） - 北村健一
- 警官之血 第一夜（2009年2月7日，朝日電視台） - 工藤行夫
- 隔壁的草坪（2009年7月1日 - 9月16日，TBS） - 高平太郎
- 烏龍派出所（2009年9月26日，TBS） - 兩津勘吉（小學時期）
- 佐賀的超級阿嬤2（2010年2月20日，富士電視台） - 德永昭廣
- 我家的歷史（2010年4月9日 - 11日，富士電視台） - 畑正憲
- 鋼之女（2010年5月21日 - 7月2日，朝日電視台） - 賀茂和音
- 絕對零度〜未解決事件特命搜查〜 最終話（2010年6月22日，富士電視台） - 百瀬望
- JOKER 不被原諒的搜查官（2010年7月13日 - 9月14日，富士電視台） - 伊達一義（孩童時代）
- 99年的愛（2010年11月3日 - 7日、TBS） - Michael・拓也・平松
- 最後的日出 第4話・第5話（2010年11月8日・15日，東京電視台） - 福田真也
- 醫龍-Team Medical Dragon-3 第5話 - 第8話・最終話（2010年11月11日 - 12月2日・12月16日，富士電視台） - 真鍋徹
- 風之少年〜尾崎豐 永遠的傳說〜（2011年3月21日，東京電視台） - 尾崎豐（少年時期）
- URAKARA 最終話（2011年4月8日，東京電視台） - 五代守
- 媽媽們的戰爭（2011年4月12日 - 6月21日，富士電視台） - 澤田空斗
- 最後的羈絆 沖繩被撕裂的兄弟〜鐵血勤皇隊和日系美國兵的真相〜（2011年8月13日，富士電視台） - 東江平之
- 勇者義彥和魔王之城 第10話（2011年9月9日，東京電視台） - 假貧困母子
- 父子情深（2012年1月4日 - 11日，NHK） - 市川旭（少年時期）
- 命運之人 第1話 - 第8話・最終話（2012年1月15日 - 3月4日・18日，TBS） - 弓成洋一（少年時期）
- 黑板〜與時代抗爭的教師們〜 第1夜（2012年4月5日，TBS） - 後藤明
- 爸爸偶像（2012年4月19日 - 6月28日，TBS） - 花村悠斗
- 償還（2012年11月17日 - 12月1日，NHK BS Premium） - 草薙真人
- 除惡幫☆陣八 第3話（2013年1月24日，讀賣電視台） - 小日向大地
- 彼布利亞古書堂事件記事簿 第4話（2013年2月4日，富士電視台） - 玉岡昴
- 離島老師（2013年5月25日 - 6月29日，NHK綜合） - 鈴木悠哉
- 大河劇（NHK）
  - 軍師官兵衛 第43回 - 最終回（2014年10月26日 - 12月21日） - 黑田熊之助
  - 西鄉殿 第44回 - 最終回（2018年11月25日 - 12月16日） - 西鄉菊次郎（少年時期）
- 擁有前科的女人們（2014年11月28日，富士電視台） - 秋山俊
- 往復書簡〜十五年後的補習（2016年9月30日，TBS） - 久保田康孝
- 鐵證懸案～真相之門～ 第5話（2016年11月19日，WOWOW） - 篠田祐樹
- 三個歐吉桑3〜三次見正義使者!!〜 最終話（2017年3月10日，東京電視台） - 栗田博光
- CRISIS 特別搜查隊 第7話（2017年5月23日，關西電視台） - 坂本（大庭明人）
- 世界奇妙物語'17 春之特別篇「少一把」（2017年4月22日，富士電視台） - 風見和哉
- &美少女 NEXT GIRL meets Tokyo 第9話（2017年6月29日，富士電視台） - 森大翔
- 櫻的親子丼 第1話（2017年10月7日，東海電視台） - 君塚達也
- 科搜研之女 SEASON 17 第6話（2017年11月23日，朝日電視台） - 浜野海斗
- 直撃!真相坂上 重演再現劇「西鐵巴士劫持事件」（2018年5月3日，富士電視台） - 犯人
- 主婦勝利！（2018年10月8日 - 11月25日，NHK BS Premium） - 宮本孝太朗
- 3年A班－從此刻起，大家都是我的人質－（2019年1月9日 - 3月10日，日本電視台） - 西崎颯真
- 女王偵訊室 3rd SEASON 第4話（2019年5月2日，朝日電視台） - 樫村莊介
- 殺人草莓夜SAGA 第6話（2019年5月16日，富士電視台） - 峰岡重樹
- 24小時電視 愛心救地球 特備電視劇「羈絆的踏板」（2019年8月24日，日本電視台） - 廣田信二
- 千萬不要模仿（2019年10月26日 - 12月14日，NHK綜合） - 有栖伊音
- 黑色日本～刑警Y的反叛～ 第6話（2019年11月17日，日本電視台） - 西崎颯真
- 我又初戀了 1986年、第二次的青春（2020年1月12日 - 3月29日，大阪電視台・BS東視） - 主演・天野光彥
- 父親與兒子的地下偶像（2020年2月23日，WOWOW） - 田口洋二郎
- 刑事和檢事～所轄與地檢的24時～ 第7話（2020年2月27日，朝日電視台） - 黛友之
- 24 JAPAN（2020年10月9日 - 2021年3月26日，朝日電視台） - 朝倉夕太
- 橫山秀夫懸疑劇「黑白正片」（2020年11月9日，東京電視台） - 安田明久
- 今野敏懸疑劇「警視廳強行犯係 樋口顯」 第2話（2021年1月22日，東京電視台） - 村上颯太
- 刑警七人 第7季 第2話（2021年7月14日，朝日電視台） - 淺倉悟
- 如果合您的耳朵的話 第5話・最終話（2021年8月13日・10月1日，東京電視台） - 仲本
- 相棒 Season20 第9話（2021年12月15日，朝日電視台） - 吉岡翼
- 勿說是推理 第7話（2022年2月21日，富士電視台） - 鷲見翼
- 燻香生活 第4話（2022年4月25日，BS松竹東急） - 小岩井季則
- 二十四之眼（2022年8月8日，NHK BS Premium / BS4K）
- 競爭的維護者 第8話（2022年8月29日，富士電視台） - 三島徹
- 再見的彼端 第3話（2022年10月6日，日本電視台） - 大倉忍
- BLUE MOMENT 第9話（2024年6月19日，富士電視台） - 北里まさる

### 電影
- 僕らしかいない僕ら　- ユウタ役
- 孕みHARAMI-白い恐怖-（2005年）相太 役
- 最後の森 - 豊田健次（幼少）役
- 天使（2006年）サトル 役
- 嫌われ松子の一生(被嫌弃的松子的一生)（2006年5月27日公開）子供 役
- 棚の隅（2007年3月17日公開）宮田毅 役
- パッチギ! LOVE&PEACE（2007年5月19日公開）李燦秀（リ・チャンス） 役
- K-20 怪人二十面相・伝(K20：怪人二十面相)（2008年12月20日公開）シンスケ 役
- 七瀬ふたたび The Movie（2010年10月2日公開）山沢ノリオ 役
- 白夜行（2011年1月29日公開）桐原亮司（幼少） 役
- オーズ・電王・オールライダー レッツゴー仮面ライダー (OOO・電王・All Riders Let's Go假面骑士)（2011年）ミツル 役
- こちら葛飾区亀有公園前派出所 THE MOVIE 〜勝鬨橋を封鎖せよ!〜(烏龍派出所)（2011年）両津勘吉（小学生時代）役

### Web
アイ・ラブ・ユー! (I Love You!)　- 加賀見涼 役

## 模特拍攝

### 雜誌封面
- 《幼兒保育》（小學館）
- 《Wonder Land》（世界文化社）
- 《保育廣場》（夥伴出版社）

## 個人作品

### CD
- 《こりこりまりもっこり》（2008年3月19日）
- 《まりもっこりベスト》（2008年7月16日）

### DVD
- 《カラーズ》（尚未確定）
- 《まりもっこり〜ず》（2008年3月26日）

## 外部連結
- 今井悠貴（页面存档备份，存于） 在其經紀公司官網上的專屬頁面。